# Митюшев, Владимир Петрович
Владимир Петрович Митюшев (род. 17 октября 1960, Теренсай) — российский гребец.

## Карьера
Познакомился с академической греблей, будучи учащимся Астраханского мореходного училища.  В 1982 году команда Митюшева В.П. стала победительницей в Спартакиаде Министерства морского и речного флота средних высших и средних учебных заведений. С годами спортивное мастерство всё больше совершенствовалось. На первенстве ВЦСПС в Днепропетровске Митюшев В.П. занимает второе место в финале на одиночке. В 1984 году на Большой Московской международной регате завоёвывает бронзовую медаль на одиночке среди гребцов обычного веса. Уже 1985 году выступает на канале в Крылатском, на Большой Московской регате Владимир завоевал золотую медаль. В том же году впервые выступает на чемпионате мира, где становится шестым в гонках лёгких одиночек. В 1986 году устанавливает на международной регате рекорд трассы для легковесов 7,02 м, что и по сей день является результатом высокого международного класса. 
В спортивной карьере наиболее значительными для мастера стали годы с 1991 по 1994. 
1991 – участие в отборочных состязаниях на чемпионат мира. 
1992 – двойка Митюшев и Устинов становится победителем Большой Московской регаты. 
1993 – серебряная медаль на чемпионате мира в городе Руднице (Чехия). 
1994 – второе место на этапе Кубка Мира, серебряная медаль на чемпионате мира в Индианаполисе (США). 
Самым ответственным Митюшев В.П. считает 1996 год. В сложнейших соревнованиях на Олимпиаде в Атланте команда Митюшева В.П. занимает 13-е место.
Среди многочисленных наград у Владимира Митюшева имеется диплом лауреата, в котором напечатано «За высокие профессиональные достижения и вклад в развитие экономики и культуры области». В 1994 году Митюшеву Владимиру Петровичу присуждено звание «Лауреат премии «Человек года»» в номинации «Спорт».
Участник шести чемпионатов мира. Двукратный вице-чемпион мира. Последним крупным стартом был чемпионат мира 1999 года, когда Владимиру было 39 лет.